# Instalación de Pruebas de Flujo Rápido

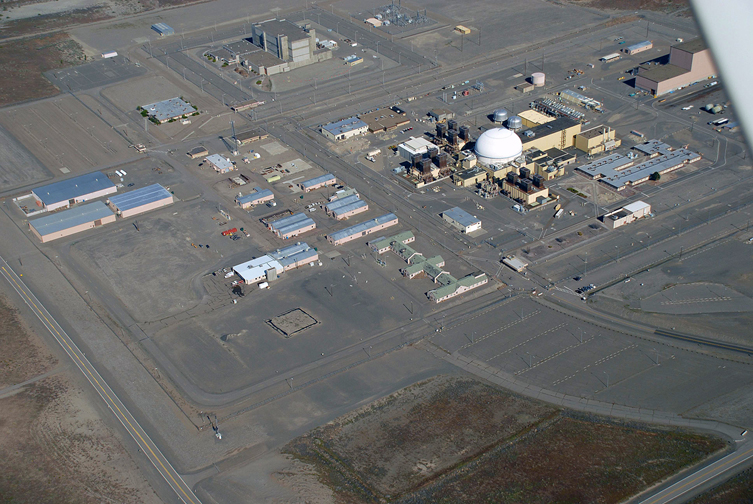
Vista aérea de la Instalación de Pruebas de Flujo Rápido

La Instalación de Pruebas de Flujo Rápido (nombre original en inglés, "Fast Flux Test Facility", abreviado como FFTF) es una central térmica de 400 MW de potencia, alimentada por un reactor nuclear rápido refrigerado por sodio. El reactor nuclear de pruebas, que no genera electricidad, es propiedad del Departamento de Energía de los Estados Unidos. La instalación está situada en el Área 400 de Hanford Site, en el estado de Washington.

## Historia

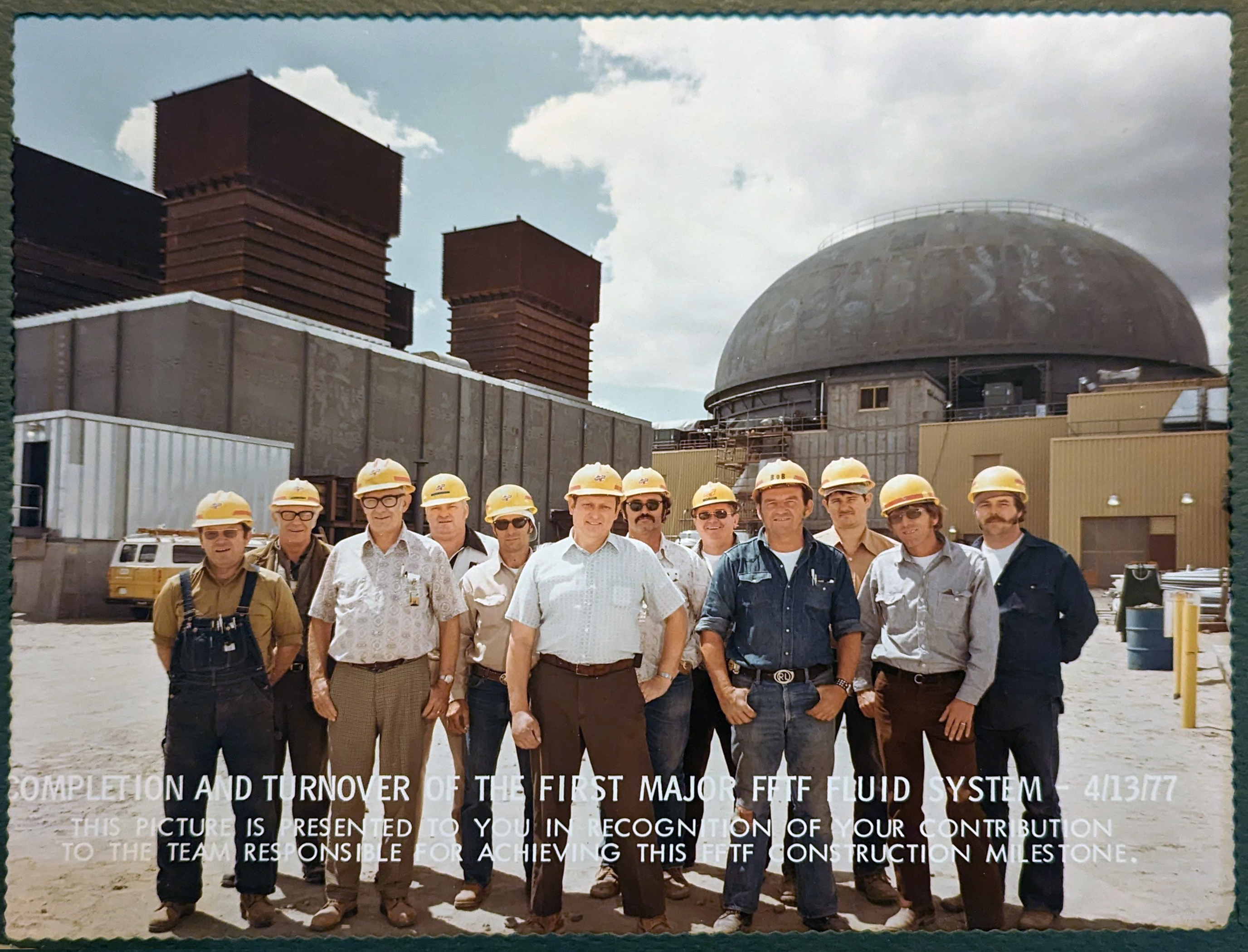
Fotografía conmemorativa de la finalización del sistema FFTF

La construcción de la FFTF se completó en 1978 y la primera reacción tuvo lugar en 1980. Desde abril de 1982 hasta abril de 1992 funcionó como una instalación de investigación nacional para probar diversos aspectos del diseño y operación de reactores comerciales, especialmente los relacionados con los reactores reproductores. No es un reactor reproductor en sí mismo, sino que se trata de un reactor de neutrones rápidos refrigerado por sodio, como su nombre indica.
En la instalación se ensayaron "combustibles nucleares avanzados, materiales y componentes, protocolos de operación y mantenimiento de la planta de energía nuclear, y diseños de seguridad de los reactores".
Hacia 1993, el número de usos que se le podía dar al reactor iba disminuyendo, por lo que en diciembre de ese año se tomó la decisión de desactivarlo. Durante los siguientes tres años, las partes activas de la instalación se detuvieron gradualmente, se retiraron las barras de combustible y se almacenaron en contenedores secos sobre el suelo.
Sin embargo, en enero de 1997, el DOE ordenó que el reactor se mantuviera en estado de espera, hasta que se decidiera si incorporarlo al programa de producción de tritio del gobierno de Estados Unidos, tanto para usos médicos como para la investigación del proceso de fusión.
Desde entonces, debido a disputas legales, el desmantelamiento se ha detenido y reiniciado a intervalos. En diciembre de 2001, la desactivación continuó, después de que el DOE concluyera que el reactor no era necesario para la producción de tritio. Pero el trabajo se detuvo de nuevo en 2002, cuando se inició una acción judicial. En mayo de 2003, la desactivación continuó, y posteriormente se mantuvo en un estado de "espera en frío".
En mayo de 2005 se perforó la cesta de soporte del núcleo para drenar el refrigerante de sodio restante, lo que efectivamente dejó el reactor inutilizable. Sin embargo, se estaba llevando a cabo un estudio técnico con respecto a la reparación del reactor. Mientras se drenaba el refrigerante, el sistema se llenaba con gas argón de alta pureza para evitar la corrosión. La canasta de soporte es un área sin presión y el núcleo del reactor aún no ha sido desguazada en junio de 2006.

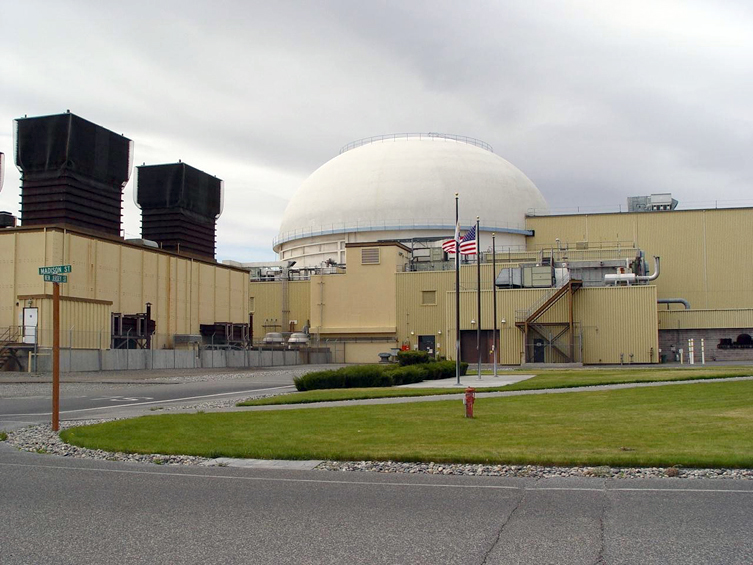
Vista frontal de la Fast Flux Test Facility

La razón del renovado interés en el FFTF es el renacimiento de la energía nuclear, una política que en los Estados Unidos vuelve a cobrar importancia. Se estima que construir una instalación similar costaría entre 2.000 y 5.000 millones de dólares.
El probable sucesor del FFTF será el Reactor de Pruebas Versátil, que tendrá aproximadamente el mismo tamaño y capacidades, y que se construirá en el Laboratorio Nacional de Idaho en Idaho o en el Laboratorio Nacional Oak Ridge en Tennessee en la década de 2020.

## Reconocimientos
En abril de 2006, la FFTF fue honrada por la Sociedad Nuclear Estadounidense como "Monumento histórico nuclear nacional". Los logros citados incluyen:
- La exposición a la radiación de los operarios fue de 1/100 de la de los reactores de potencia comerciales.
- Estableció un récord mundial de rendimiento de combustible.
- Produjo radioisótopos raros de muy alta calidad para la medicina y la industria.
- Se realizaron las primeras pruebas de seguridad pasiva.
- Se demostró la viabilidad comercial de los componentes, materiales y combustibles del reactor reproductor.
- Proporcionó datos experimentales fundamentales para programas de fusión.
- Permitió avanzar en el desarrollo de combustibles y materiales para la energía nuclear espacial.
- Sirvió para ensayar técnicas de prueba de reactores miniaturizados.
- Demostró la viabilidad de transmutar tecnecio-99 radiactivo en un elemento no radiactivo utilizando un reactor. El tecnecio-99 es uno de los componentes de larga duración más problemáticos de los residuos radiactivos. Procesar este isótopo y destruirlo reduce permanentemente los riesgos asociados con el almacenamiento a largo plazo.